# NGC 1627
NGC 1627 ist eine Spiralgalaxie vom Hubble-Typ Sc im Sternbild Eridanus am Südsternhimmel. Sie ist schätzungsweise 169 Millionen Lichtjahre von der Milchstraße entfernt und hat einen Durchmesser von etwa 80.000 Lj.
Im selben Himmelsareal befinden sich u. a. die Galaxien NGC 1619, NGC 1621, NGC 1628.
Das Objekt wurde am 22. Dezember 1886 von Lewis Swift entdeckt.